# Pí pặp
Pí pặp hoặc pí chum (tiếng Thái:(ปี่จุม) là nhạc cụ hơi phổ biến ở cộng đồng người Thái, Việt Nam và  người Thái vùng Làn Nà, Thái Lan. Nó là một ống nứa dài từ 30 đến 40 cm, đường kính to hơn hoặc bằng 1 cm. Pí pặp có một đầu bịt mấu kín, sát mấu là một lỗ hình chữ nhật với cạnh ngắn 0,4 cm và cạnh dài 1,5 cm. Lỗ này được bịt kín bằng một miếng đồng hoặc bạc dát mỏng chứa bên trong lưỡi gà tam giác.
Trên thân ống, có sáu lỗ bấm nằm từ đoạn giữa ống đến phần cuối ống (một lỗ nằm ở phía mặt sau, năm lỗ còn lại nằm cùng hàng với lưỡi gà). Tuy 6 lỗ bấm nhưng người ta chỉ dùng năm lỗ để tạo ra sáu âm, nếu tính tờ khóa sol pí pặp bắt đầu từ âm thấp nhất là si giáng rồi đến rê, fa, sol, la và đô.
Người ta ngậm phân ống có lưỡi vào miệng, giữ thân ống nằm ngang hơi chếch xuống để thổi. Âm thanh phát ra âm nhưng rè, riêng những âm bồi thì trong và vang.
Pí pặp là nhạc cụ do nam giới sử dụng. Họ thường đệm cho bài hát cho con gái. Khi thổi một mình họ chơi lại phần đệm ấy với ít nhiều biến tấu.
Pí chum của người Thái vùng Làn Nà làm từ ống nứa tép hoặc tre. Nó được dùng để đệm hát cho dân ca Làn Nà, theo phân loại về kích thước thì pí chum có các loại sau:
- Pí mae (ปี่แม่): Pí giọng trầm 8 lỗ
- Pí klang (ปี่กลาง): có âm vực trung bình.
- Pí koi (ปี่เล็ก): dài từ 30 đến 40 cm, đường kính to hơn hoặc bằng 1 cm
- Pí lek (ปี่เล็ก): Âm vực cao của nó không khác gì sáo ba ô hay sáo mèo nữ Trung Quốc.